# Даунтаун Лос-Анджелеса
Даунтаун Лос-Анджелеса (англ. Downtown Los Angeles) — основной деловой квартал Лос-Анджелеса (Калифорния). Располагается в северной части города. За исключением небольшой части, его границы проходят по Санта-Моника Фриуэй, Харбор Фриуэй, Санта Ана Фриуэй и реке Лос-Анджелес. В Даунтауне находятся многие правительственные здания, театры и парки.
До начала 2000-х годов Даунтаун стремительно терял деловую активность; несмотря на то, что торговые центры, кинотеатры и банки в привлекали много людей и в том числе туристов. Затем многое поменялось: было построено много небоскрёбов и отремонтированы исторические здания.
На 2013 год в Даунтауне работает более чем 500 000 человек.

## История

### До XX века
Самые ранние известные поселения на территории Даунтауна принадлежали индейскому племени Тонгва.
Первое европейское было основано католическим священником Хуаном Креспи Фиолем. В 1769 году он писал что

Регион имеет все условия для большого поселения.
Оригинальный текст (англ.)region has all the requisites for a large settlement

4 сентября 1781 года город был основан группой переселенцев с территории современной Мексики.
В 1880-х годах его площадь увеличилась из-за гигантского прироста населения с 11.000 человек в 1880 году до почти 100.000 человек в 1896 году. Развитие инфраструктуры и уличного освещения помогло дальнейшему развитию южной части города, современных районов
Сивил-Центр и Хисторик Кор.

## Расположение
Даунтаун Лос-Анджелеса граничит с Пико-Юнион и Вестлейком на западе, Эхо Парком на севере и северо-западе, Чайнатауном на северо-востоке, Бойл-Хайтс на востоке, Верноном на юге и Юнивёрсити парком на юго-западе.

## Архитектура
Современная застройка даунтауна Лос-Анджелеса начала формироваться в 1957 году, после того как был снят запрет на строительство выше 27-этажного здания мэрии. Также в последние десятилетия получили большое развитие технологии, позволяющие строить более высокие здания в зонах сейсмической активности.
Несмотря на то, что все высотные здания города собраны на относительно небольшой территории, даунтаун Лос-Анджелеса является одним из самых больших в США.

### Примечательные здания
- Фигероа-стрит 1340 — 43-этажное жилое здание, спроектировано Даниэлем Либескиндом. Проект получил разрешение комиссии городского планирования Лос-Анджелеса, несмотря на то, что он предусматривал строительство на месте наземной парковки.

- 9-улица 705 — 35-этажное жилое здание. Открыто в 2009 году.

- Бульвар Олимпик 717 — 26-этажное жилое здание. Открыто в середине 2008 года.

- Олайв-стрит 888 — 32-этажное элитное жилое здание. Построено канадской компанией The Omni Group.

- Концерто Лофтс (Флауэр-стрит 901) — 28-этажное жилое здание. Открыто в начале 2009 года. Проект предусматривал ещё одно жилое здание, но его строительство было заморожено из-за проблем с финансированием.

- Проект Гранд Авеню — спроектирован Фрэнком Гери. 48-этажное здание отеля будет построено на пересечении Первой улицы и Гранд авеню. Проект был приостановлен из-за нехватки средств, но сейчас строительство продолжается.

- Лос-Анджелес Лайф (Бульвар Олимпик 800) —  здание, включающее в себя развлекательный комплекс, рестораны и отели. Здесь располагаются Марриотт и Ритц-Карлтон. Открыто в феврале 2010 года.

- Marriott International — 24-этажная башня, располагается неподалёку от Лос-Анджелес Лайф. Открыта в июле 2014 года.

- Метрополис — комплекс из четырёх башен (60, 50, 38, и 19 этажей) на перекрёстке Франциско-стрит и Девятой улицы. На 2016 год проект находится на стадии строительства.

- Саут — комплекс из трёх башен, имеющих названия Элевен, Лума и Эво. Занимает квартал от пересечения Гранд авеню с 11-й улицей до пересечения с 12-й улицей. Открыт в начале 2009 года.

- Уилшир Грант Тауэт (перестройка) — здание, включающее в себя отель на 900 номеров и находящееся в стадии строительства. По проекту здание должно стать самым высоким к западу от реки Миссисипи, имея высоту в 340 метров.

- Дом изобразительных искусств (Лос-Анджелес)

## Население
Согласно данным переписи населения 2000 года, в Даунтауне постоянно проживает 27.849 жителей, а плотность населения составляет 2963 человека на квадратный километр, что является самой низкой в Лос-Анджелесе и средней по стране. Дневное население Даунтауна правительство Южной Калифорнии оценивает в 207.440 человек .
В 2008 году численность постоянного населения выросла до 34.811 человек, а в 2014 до 52.400. Средний возраст жителей — 39 лет.
В 2000 году в Даунтауне проживало 2.400 ветеранов боевых действий (9,7% от всего населения).
Согласно переписи населения 2010 года и исследованиям университета Лойола, большую часть населения Даунтауна составляют четыре крупные этнические группы: неиспаноязычные белые (26%), Латиноамериканцы (25%), Азиаты (23%) и Афроамериканцы (22%).
Также, согласно переписи населения 2000 года, Даунтаун является вторым (после Мид-Уилшира) по разнообразности населения районом Лос-Анджелеса. В то время состав населения был следующий: Латиноамериканцы (36,7%), Афроамериканцы (22,3%), Азиаты (21,3%), неиспаноязычные белые (16,2%), остальные (3,5%). Не родились в США 41,9% населения. Среди них большинство из Мексики (44,7%) и из Кореи (17%).
В 2013 году по оценке DCBID в Даунтауне проживало 52.400 человек.
Из них 52,9% мужчины, 47,1% женщины. Люди в возрасте от 23 до 44 лет составляют 74,8%. Средний возраст жителей — 34 года. Средний годовой доход семьи $98.700.